# Lambdametoden
Lambdametoden är en metod inom reglertekniken för att optimera regulatorer. Historiskt sett bygger de flesta metoder på att optimeringen ska bli så snabb som möjligt, det vill säga att processens nuvarande värde (ärvärdet) ska uppnå det önskade värdet (börvärdet) så snabbt som möjligt. Den stora fördelen med lambdametoden är att den ger kontroll över reglerkretsens slutliga hastighet.
Reglerkretsar är ofta för snabbt optimerade, eftersom många metoder enbart bygger på att optimera så snabbt som möjligt. Både manuella metoder och automatiska som autotuning och adaptiva metoder. Snabb reglering leder till att utrustning slits, och är denna snabbhet onödig kommer utrustningen slitas i onödan.
Metoden bygger på att man väljer variabeln λ (lambda) och det är denna som påverkar reglerkretsens slutgiltiga hastighet. Valet av λ styrs av reglerkretsens behov.

## Självreglerande process
En självreglerande process innebär att ÄR-värdet stabiliserar sig efter en stegförändring av styrsignalen. De flesta processer är självreglerande. Idealkurvan för självreglerande processer ger inga översvängar.
För en självreglerande process kommer ÄR-värdet att uppnå det nya BÖR-värdet efter tiden 4-6 λ.
Förslag på λ-värden:
Långsam reglering:
{\displaystyle \lambda =3\cdot T}, om T > L
{\displaystyle \lambda =3\cdot L}, om L > T
Medelsnabb reglering:
{\displaystyle \lambda =2\cdot T}, om T > L
{\displaystyle \lambda =2\cdot L}, om L > T
Snabb reglering:
{\displaystyle \lambda =T}, om T >L
Om T är betydligt större än L kan ett λ väljas som är lägre än T.
T = tidskonstant
L = dödtid

### Regulatorparametrar

#### PI-regulator
{\displaystyle T_{i}=T}
{\displaystyle K_{c}={T_{i} \over K_{p}\cdot (\lambda +L)}}

#### PID-regulator
{\displaystyle T_{i}=T}
{\displaystyle K_{c}={T_{i} \over K_{p}\cdot (\lambda +L/2)}}
{\displaystyle T_{d}=L/2}
T = tidskonstant
L = dödtid
Kp = processförstärkning
Ti = regulatorns I-tid
Kc = regulatorns förstärkning
Td = regulatorns D-tid

## Integrerande process
Att en process är integrerande innebär att ärvärdet har en konstant förändring vid konstant styrsignal. Det vanligaste exemplet på integrerande processer är nivåreglering med styrd belastning (konstant utpumpning). Vid en stegändring av börvärdet på en integrerande process får man en översväng.
För en integrerande process kommer ärvärdet att uppnå det nya börvärdet efter 6*λ. 
Förslag till λ-värden:
{\displaystyle \lambda _{max}={e_{max} \over K_{v}\cdot 50}}
{\displaystyle \lambda _{min}={e_{max} \over K_{v}\cdot 100}}
emax = maximal acceptabel regleravvikelse (skillnad mellan börvärde och ärvärde)

### Regulatorparametrar

#### PI-regulator
{\displaystyle T_{i}=2\cdot \lambda +L}
{\displaystyle K_{c}={T_{i} \over K_{v}\cdot (\lambda +L)^{2}}}
L = dödtid
Kv = hastighetsförstärkning
Ti = regulatorns I-tid
Kc = regulatorns förstärkning